# Xuzhou (Yibin)
Xuzhou (en chino, 叙州; pinyin, Xùzhōu (escuchar)ⓘ) es un distrito urbano bajo la administración directa de la Prefectura Yibin en la Provincia de Sichuan, República Popular China. Su área es de 2939 km² y su población total para 2010 superó los 810 mil habitantes. 

## Administración
Desde diciembre de 2019, el Distrito Xuzhou se divide en 20 pueblos que se administran en 17 subdistritos, 12 poblados y 2 villas.

## Toponimia
El topónimo Xuzhou [/Xy-zhóu/] se compone de los sinogramas Xu que significa 'ordenar' y Zhou que significa 'provincia'. 
En el año 1114, durante la dinastía Song, Rongzhou (戎州, la 'Provincia de los Rong') fue renombrada como Xuzhou. Según las Crónicas de Sichuan (四川志) de la dinastía Ming, el nombre Xu (叙) se inspira en la expresión Xirong jiXu (西戎即叙), que significa "fijar el orden entre los Rong", esta frase hace referencia a la idea de traer paz, estabilidad y armonía a las regiones occidentales habitadas por las tribus Rong, quienes en la antigüedad eran consideradas una amenaza para el orden centralizado de China.